# ファイヤークリークの決斗
『ファイヤークリークの決斗』（Firecreek）は1968年のアメリカ合衆国の西部劇映画。
テレビドラマ『ガンスモーク』や『逃亡者』などを手がけたヴィンセント・マケヴィティの劇場用映画初監督作である。出演はジェームズ・ステュアートやヘンリー・フォンダなど。

## ストーリー
荒野の中の町・ファイヤークリークにラーキン率いる5人のならず者が訪れる。5人は礼拝中の雑貨店を襲おうとするが、パートタイムの保安官ジョニーに撃退される。
ある日、ラーキンの仲間であるドルーはインディアン娘のメリーを襲うが、馬丁のアーサーに見つかってしまう。アーサーはもみ合ううちにドルーを射殺してしまう。
本来であれば正当防衛となるが、ジョニーはアーサーの身を守るべく牢屋へ入れる。ところが、これがきっかけでラーキン一味の横暴は激しくなったうえ、とうとうアーサーを牢屋から出してリンチにかける。これによってジョニーは怒りを爆発させ一味全員を捕まえてえ絞首刑にしてやると息巻く。
激怒した4人はジョニーの脚めがけて発砲。恐怖のあまり住民たちが逃げる中、ジョニーは1人で4人の相手をすることとなり、手始めにウィラードを射殺する。ここでラーキンは和解を申し出るも、却下され、ノーマンとアールも殺される。そして、最後の一人となったラーキンはジョニーの肩を撃ち、ついでに彼の銃も撃つ。だが、ラーキンはイブリンという女性によって射殺される。実は、イブリンはラーキンのことを愛していたが、町の平和を守るために、彼を射殺した。

## キャスト
| 役名             | 俳優                     | 日本語吹替                    | 日本語吹替                                          |
| 役名             | 俳優                     | NETテレビ版                   | テレビ朝日版                                        |
| ---------------- | ------------------------ | ----------------------------- | --------------------------------------------------- |
| ジョニー         | ジェームズ・ステュアート | 浦野光                        | 浦野光                                              |
| ラーキン         | ヘンリー・フォンダ       | 中台祥浩                      | 瑳川哲朗                                            |
| イブリン         | インガー・スティーヴンス |                               | 藤田淑子                                            |
| アール           | ゲイリー・ロックウッド   |                               | 中田浩二                                            |
| ノーマン         | ジャック・イーラム       |                               | 田中康郎                                            |
| ドルー           | ジェームズ・ベスト       |                               | 仲木隆司                                            |
| メリー           | バーバラ・ルナ           |                               | 芝田清子                                            |
| ウィラード       | モーガン・ウッドワード   |                               | 徳丸完                                              |
| レア             | ブルック・バンディ       |                               | 市川千恵子                                          |
| アーサー         | J・ロバート・ポーター    |                               | 村山明                                              |
| ウィッティア     | ディーン・ジャガー       |                               |                                                     |
| 説教者ブロイレス | エド・ベグリー           |                               |                                                     |
| ピットマン氏     | ジェイ・C・フリッペン    |                               |                                                     |
| ヘンリエッタ     | ジャクリーン・スコット   |                               |                                                     |
| ホール           | ジョン・クォーレン       |                               |                                                     |
| ドロシー         | ルイーズ・ラサム         |                               |                                                     |
| リトルジョン夫人 | アシーナ・ロード         |                               |                                                     |
| フィッテ         | スリム・ダンカン         |                               |                                                     |
| 不明 その他      |                          |                               | 寄山弘 島木綿子 牧章子 増岡弘 塚田恵美子 鈴木れい子 |
|                  |                          |                               |                                                     |
| 演出             | 演出                     |                               | 春日正伸                                            |
| 翻訳             | 翻訳                     |                               | 宇津木道子                                          |
| 効果             | 効果                     |                               | PAG                                                 |
| 調整             | 調整                     |                               | 山田太平                                            |
| 制作             | 制作                     |                               | 日米通信社                                          |
| 解説             | 解説                     | 増田貴光                      | 淀川長治                                            |
| 初回放送         | 初回放送                 | 1974年3月2日 『土曜映画劇場』 | 1981年12月13日 『日曜洋画劇場』                     |

## スタッフ
- 監督：ヴィンセント・マケヴィティ
- 製作：フィリップ・リーコック
- 脚本：カルヴィン・クレメンツ
- 撮影：ウィリアム・クローシア
- 編集：ウィリアム・H・ジーグラー
- 音楽：アルフレッド・ニューマン